# Волоська кіннота
Волоська кіннота, волоські роти, волоські хоругви, волохи — підрозділи найманої легкої кінноти в межах національних кордонів корони Королівства Польського, а пізніше Речі Посполитої XVI - XVIII століть.

## Походження
Солдатів називали волохами, щоб відрізняти їх від татар (татарська кіннота в Литві) та козаків (козацька кіннота в Україні), які виконували подібні функції, але мали дещо інакше озброєння та стрій. Назва походить від молдован, населення Молдови, яке в ті часи називалося Волохами чи Валахами та від назви князівства Валахія, або Мунтянами (Multany) (від назви землі Мунтенії).
Волохи не носили захисних обладунків та важкої захисної броні за винятком офіцерів, хоча, деякі з них все-таки мали броню або щити. В бою використовували мечі і шаблі, пістолети і луки або рушнці, іноді рогатини, з 1676 року взято на озброєння короткі списи. Використовували коней гіршої якості, ніж інші види польської кінноти. Основними їх завданнями були: розвідка, допомога для основних військ та зв'язок між ними, застосовувались для атак типу бий і тікай, «ловлення язика» та переслідування розбитого ворога..
Вербування до волоських підрозділів відбувалося на території Молдовського князівства та князівства Валахія (Волощина), в ті часи коли відносини між ними та Річчю Посполитою були нейтральними. Волоськими найманцями були лише добровольці. Підрозділи формувалися за допомогою товариської системи аутораменту. Ротмістр, зазвичай волох чи молдованин, вирушав до дунайських князівств, де оголошував про набір добровольців, на служби в польській армії. Охочі до такої служби називались товаришами і повинні були явитися до ротмістра у супроводі свого почту або без нього. Кожен товариш був зобов'язаний озброїти і надати коня для себе та свого почту, який складався, зазвичай, з трьох осіб. Бували випадки коли товариш не міг дозволити собі витрат на челядь і служив один. В почті служили зазвичай особи нешляхетного походження. Кожен товариський почтовий, після зміни кваліфікації волоської хоругви на козацьку чи панцерну хоругву, міг бути підвищений до рангу офіцера, що було першим кроком до ошляхетнення (для іноземця) або облагородження (для поляка, литовця чи русина) за заслуги на полі бою та входження до замкнутого дворянського кола. З 1672 р. у складі волоської кінноти був великий відсоток поляків, переважно з Підляшшя та Мазовії, а також козаків та русинів, інколи навіть сербів та турків.

## Формування
Хоругва була основним організаційно-тактичним підрозділом, який бився строєм у три шеренги. Спочатку хоругви налічували від кількох до кількох десятків воїнів, а з 1552 року було визначено кількість - від 100 до 150 солдатів. Починаючи з 1663 р. внаслідок наполягань сейму щодо зменшення кількості осіб в почту та притягнення до служби добровольців без останнього, товариство складалося лише з двох «коней» (товариш і почтовий). Це призвело до формування менш глибокого строю шеренги у два ряди. Зміна волоської кінноти на татарські, козацькі чи панцерні хоругви, або навпаки з татарських на волоські, було поширеним явищем.
В роках 1621-1651  за потребою з'єднували 5-12 кінних хоругов різних типів ( гусарів, панцирних, козаків, волохів, татар) в полки для виконання конкретних завдань під час битви. Починаючи з 1653 це явище набуло постійного характеру, тобто, під керівництвом одного офіцера служив один і той же полк. В часи правління Яна ІІІ Собеського після кожної військової кампанії склад полків змінювався, змішуючи їх для кращого розподілення коштів, виділених на компут (винагороду)  для війська.

## В 1506-1717 роках
Починаючи з 1506 р. були сформовані перші роти в приватних арміях польських магнатів. Деякі з них служили на винагороду з королівської скарбниці в лавах поточної оборони східних кордонів Речі Посполитої. У кварцяному війську до 1648 р. було лише дві такі хоругви, так як для забезпечення зв'язку та розвідки більша кількість була не потрібна. Функцію легкої кавалерії до цього часу успішно виконували козаки та лісовчики.
Після перших поразок поляків під час повстання Хмельницького в битвах під Жовтих Водах та під Корсунем відбувся зріст кількості легкої кінноти в польській армії. У 1651-1652 роках інтенсивними кроками сформували тринадцять нових волоських хоругов у двох дунайських князівствах. Після битви під Батогом їх кількість зросла до близько 1500 внаслідок проблем з повторним швидким набором і зміцненням суплементових військ Польської Корони. Під час шведського потопу, північної війни та московсько-польської війни 1654-1667 рр. внаслідок військової переваги сил супротивників часто застосовувалась тактика бий і тікай, в якій легкі загони волоської та татарської кінноти відігравали головну роль. Вони спустошували диверсійними атаками райони в тилу ворога, відрізали лінії постачання запасів, знищували табори противника і зненацька атакували окремі частини основних армій. Цю тактику успішно використав Стефан Чарнецький. У 1658 р. загальна кількість татар та волохів, які служили в польській армії, становила 4800, у тому числі 19 волоських та 24 татарських хоругов, приблизно по 120 коней в кожній.
1663 року більшість волоських хоругов було розпущено за участь у Священному Союзі, тоді ж волохів, які мали обладунки було приєднано до панцерних хоругов, решту реформовано в козацьку кінноту. Сейм ухилявся від видачі дозволів на формування підрозділів, які б складалися з національно чужого елементу, завдяки їх винятковій вірності королю, виявленій під час рокошу 1665-1666 рр., Особливо в битві під Ченстоховою та Монтвами, проти бунтівної шляхти.  При необхідності формувалися нові волоські хоругви, але у мирні часи від них відразу позбавлялися. Так у 1675 році польське військо налічувало  лише 660 солдатів легкої кінноти.
У 1675-1683 роках відбувся черговий масовий набір, спричинений війнами з Туреччиною ( 1672-1676 та 1683-1699 ), а кількість волоських підрозділів 1676 року налічувала навіть 26 знамен. Під час правління Яна III Собеського було внесено кілька змін. Волохи були організовані в окремі полки з комбінованих татаро-волоських підрозділів, чисельність солдат в хоругві  зменшилась до приблизно 60-100 коней. Полковника обрали з числа ротмістрів. Офіцерами (ротмістр, поручник, хорунжий ) зазвичай були поляки, а українці та молдавани були товаришами та почтовими. Легка кіннота становила тоді 1/5 армії. З 1683 року татар і волохів офіційно стали називати легкою кіннотою.
У 1689-1694 роках загальна кількість волохів становила 2500 вояків, а в 1699 р. їхня кількість знизилась до 600 вершників. З року 1717 р. волоські хоругви не фігурували в реєстрах польської армії.